# Panthéon (band)
Panthéon was een Nederlandse groep uit Arnhem die symfonische rock speelde. De groep heeft bestaan van 1971 tot 1974.
Panthéon was eerst een bandje dat Top40-nummers coverde. Eind 1971 kwam de omslag, men ging zelfgecomponeerde muziek spelen, grotendeels instrumentaal. De muziek lijkt op Camel en Finch uit hun beginperiode, duidelijk klassiek geschoold.
De band kwam niet van de grond maar men heeft opgetreden in Paradiso en gespeeld in voorprogramma's van onder meer Focus en Solution. Hoogtepunt was hun optreden in De Doelen als voorprogramma van Steve Miller Band. In 1974 was het voorbij.

## Discografie

### Singles
- 1972: I want to know / Master Basion (laatste is verbastering van de LP-track Masturbation; de platenfirma vond die titel te ver gaan);
- 1972: Daybreak / Anais.

### Album
- 1972: Orion